# Ara erythrocephala
Ara erythrocephala (лат.) — вымершая птица семейства попугаевых.

## Внешний вид
Известен только из описания английского натуралиста Филиппа Генри Госсе 1847 года.

## Распространение
Был эндемиком Ямайки. Истреблён человеком, предположительно, в XIX веке.